# Sahline
Sahline (àrab: الساحلين, as-Sāḥlīn) és una ciutat de Tunísia a la governació de Monastir, situada uns 10 km a l'oest de la ciutat de Monastir, 1 km a l'oest de l'Aeroport Internacional de Monastir i 1 km al sud dels nombrosos hotels de la zona turística de La Dkhila, l'hipòdrom i el golf Palm-Links. La ciutat té 12.711 habitants i la municipalitat, que inclou la vila de Moôtmar, té 15.073 habitants. És capçalera d'una delegació amb 18.480 habitants, de la que està exclosa tota la zona costanera, que forma part de la delegació de Monastir.

## Economia
Es va proposar convertir la ciutat i els seus nuclis en una ampliació del centre turístic de Skanes, situat uns 6 km a l'est, però la població no ho va acceptar i va romandre com una vila tranquil·la amb economia agrícola i bona activitat comercial.

## Administració
És el centre de la delegació o mutamadiyya homònima, amb codi geogràfic 32 53 (ISO 3166-2:TN-12), dividida en cinc sectors o imades:
- Sahline Est (32 53 51)
- Sahline Ouest (32 53 52)
- Sidi Ameur (32 53 53)
- Môotmar (32 53 54)
- Masjed Aïssa (32 53 55)

Al mateix temps, forma una circumscripció o dàïra, amb codi geogràfic 32 14 11, de la municipalitat o baladiyya de Sahline Môotmar (32 14).